# Papiro 29
Il Papiro 29 ({\displaystyle {\mathfrak {p}}}29) è uno dei più antichi manoscritti esistenti del Nuovo Testamento, datato paleograficamente agli inizi del III secolo. È scritto in greco.

## Contenuto del papiro
{\displaystyle {\mathfrak {p}}}29 contiene una piccola parte del Atti degli Apostoli (26,7-8.20).
È attualmente ospitato presso la Biblioteca Bodleiana (Gr. bibl. g. 4 (P)) in Oxford.
Il testo del codice è rappresentativo del tipo testuale alessandrino o occidentale. Kurt Aland lo ha collocato nella Categoria I.